# Alta Baviera
Alta Baviera (en alemán: Oberbayern; pronunciación: [ˈoːbɐˌbaɪ̯ɐn]ⓘ) es una de las siete regiones administrativas en que está dividido el estado alemán de Baviera. Su capital es Múnich.
Está situada en la parte sureste de Baviera. Al norte limita con Franconia Media y Alto Palatinado, al noreste con Baja Baviera, al este y sur con Austria y al oeste con Suabia. Una parte de su territorio pertenecía originalmente a Franconia. En 1970 y en el marco de unas reformas territoriales, la mancomunidad de Eichstätt fue integrada en la Alta Baviera. Su superficie es de 17 529 km². En 2001 tenía 4.138.402 habitantes.

## Subdivisiones administrativas

### Distritos
La región de Oberbayern está dividida en distritos y en distritos municipales.
- Distritos:

1. Altötting
2. Bad Tölz-Wolfratshausen
3. Berchtesgadener Land
4. Dachau
5. Ebersberg
6. Eichstätt
7. Erding
8. Freising
9. Fürstenfeldbruck
10. Garmisch-Partenkirchen
11. Landsberg
12. Miesbach
13. Mühldorf
14. Múnich
15. Neuburg-Schrobenhausen
16. Pfaffenhofen
17. Rosenheim
18. Starnberg
19. Traunstein
20. Weilheim-Schongau

### Distritos municipales
1. Ingolstadt
2. Múnich
3. Rosenheim